# 이노센티브
이노센티브(InnoCentive)는 오픈 이노베이션, 크라우드소싱 기업으로, 전 세계 본사는 MA 월섬에, EMEA 본사는 영국 런던에 위치해 있다. 기업들이 미해결 문제들과 미충족 요구들(이것들을 challenge라고 부름)을 해결을 위해 크라우드에 내놓을 수 있도록 도와준다. 이노센티브의 경우 크라우드는 외부(380,000명의 문제 해결자망)일 수도, 내부(조직 내 직원, 파트너, 고객)일 수도 있다.